# Master (groupe)
Pour les articles homonymes, voir Master.
Master est un groupe de death et thrash metal américain, originaire de Chicago, dans l'Illinois et formé en 1983.

## Biographie

### Années 1980 et 1990
Considéré comme l'un des créateurs du death metal, le groupe prend ses origines à Chicago, en 1983, sur les cendres de War Cry. Après une rapide dissolution du groupe, Paul Speckmann forme Death Strike, qui enregistre une démos intitulée Fuckin' Death en 1985 enregistrée aux Open Reel Studios de Lynwood en janvier, avant finalement d'adopter le nom de Master la même année. Malgré l’influence qu’il a eue sur la scène metal, Master ne bénéficie pas d’une grande notoriété et reste, encore maintenant, un groupe relativement underground. Master se distingue par des textes politiques et par un death metal aux intonations punk, inspirées de Discharge. Ce groupe est probablement à l'origine de l'émergence du grindcore, avec des groupes comme Terrorizer et Repulsion ainsi que du thrash/death extrême (avec Macabre entre autres).
Master publie une démo intitulée Rehearsal Demo en 1985. Cinq ans plus tard, le groupe publie son premier album studio, éponyme. L'album comprend une reprise de Children of the Grave de Black Sabbath. La première formation de Master comprend Jim Martinelli à la guitare, et Aaron Nickeas à la batterie, mais qui seront renvoyés par le label. Speckmann compte alors sur ses collègues Mittelbrun et Schmidt pour réenregistrer l'album dans son intégralité. La même année, le groupe effectue un split avec Abomination au label allemand Nuclear Blast. Le deuxième album de Master, On the Seventh Day God Created... Master, publié en 1991, est enregistré aux Morrisound Studios de Tampa, en Floride, par Scott Burns et publié chez Nuclear Blast. Il fait participer le batteur Aaron Nickeas et le guitariste Paul Masvidal. John Tardy d'Obituary participe aux chansons  Submerged in Sin et Latitudinarian.
Leur troisième opus, Collection of Souls est publié en 1993. Cependant, Master perd son contrat avec le label, et publie ses autres chansons sous une démo intitulée The Final Word en 1995. Le label Moonlight Records sort un split EP du groupe avec Excision, l'année suivante, en 1996. Le groupe signe un contrat pour la sortie de son album Faith is in Season au sein du label allemand SPV Records ; SPV publiera l'album avec différentes couvertures en Europe. l'album est distribué aux États-Unis par Pavement Music.

### Années 2000 et 2010

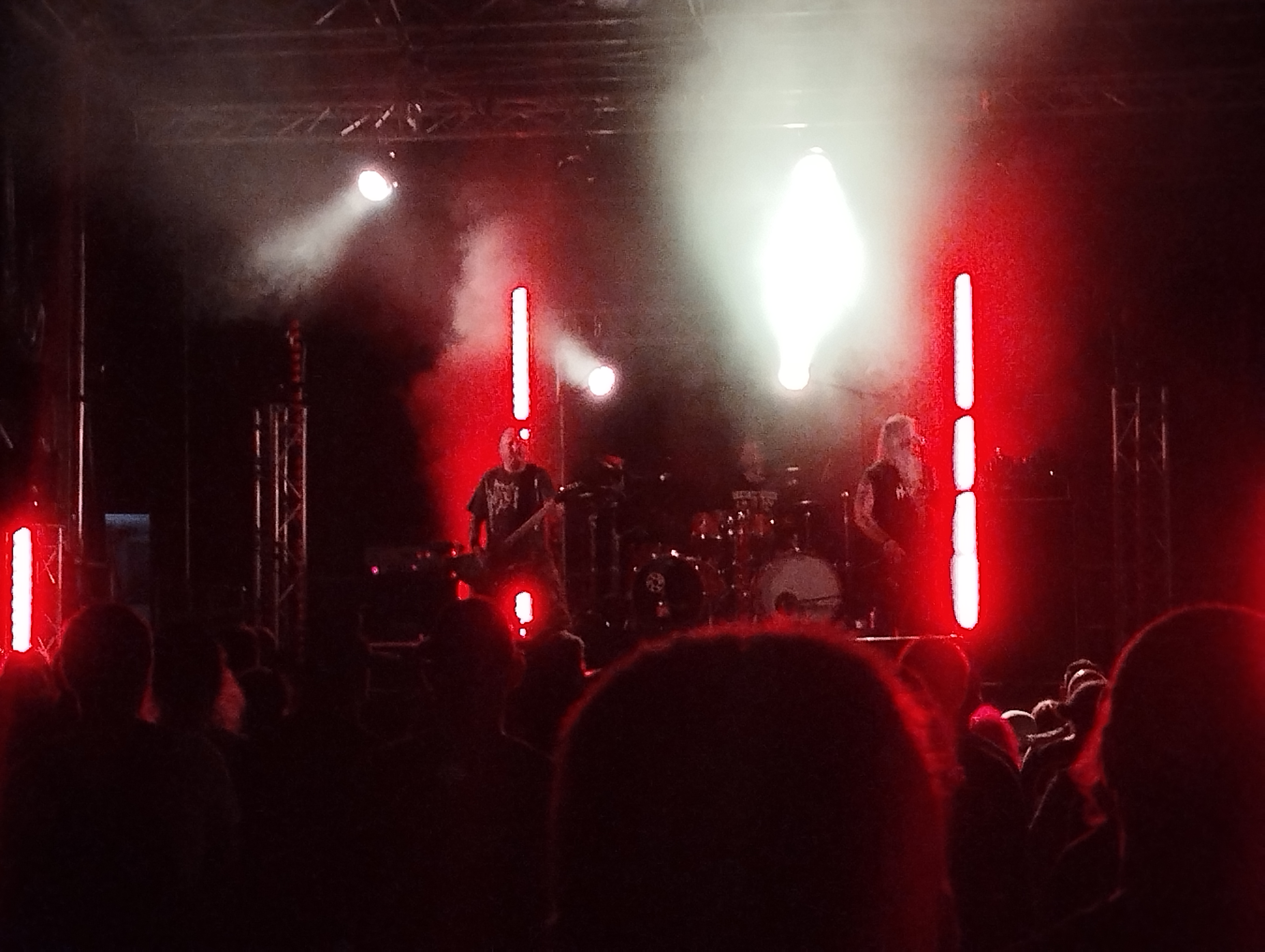
Master en concert au Mennecy Metal Fest, le 9 septembre 2023.

En 2000, Speckmann s'unit avec Skull et Christopher du groupe tchèque Krabathor, pour un projet commun baptisé Martyr. Master revient en 2001 avec l'EP Follow Your Savior. Le tout premier album du groupe, l'éponyme Master, est réédité en 2003, presque 18 ans après sa sortie initiale, par le label From Beyond Productions. L'album comprend trois chansons issues de leur démo de 1991, et une chanson bonus, Cut through the Filth issue de la compilation Death is Just the Beginning II. En mars 2003, Master tourne en Europe avec Lividity, Mastic Scum et Damnable. Bill Schmidt, de son côté, fait alliance au groupe de glam rock Diamond Rexx.
Master, Obituary et Visceral Bleeding s'allient pour la tournée européenne The Legends are Back qui débute en octobre 2004. En 2004, le groupe Exhumed reprend la chanson Pay to Die de Master sur leur album Regurgitated Requiems: Garbage Daze Re-Regurgitated. Entretemps, Master publie l'album The Spirit of the West qui est enregistré en l'espace de seulement quatre jours par Speckmann, le guitariste Alex « 93 » Nejezchleba et le batteur Zdenek Pradlovsky.
Ils jouent avec Resurrecturis, Gorefest et Lunafield à la tournée européenne The Glorious Dead: European Exorcism qui débute le 16 février 2006 aux Pays-Bas. Le groupe tourne de nouveau en Europe avec Zuul FX et Impaled Nazarene en mai 2006. En 2007, le label Displeased Records réédite les deux premiers albums de Master, Master et On the 7th day God Created Master. Un nouvel album, Slaves to Society, est publié le 11 mai 2007 au label Twilight-Vertrieb. L'album est enregistré aux Shaark Studios de Bzenec, en République tchèque, par Paul Speckmann, Alex Nejezchleba et le batteur Zdenek Pradlovsky. Master annonce une tournée nord-américaine pour octobre 2008.

## Membres

### Membres actuels
- Paul Speckmann - basse, voix (depuis 1983)
- Zdeněk Pradlovský - batterie (depuis 2003)
- Alex « 93 » Nejezchleba - guitare (depuis 2003)

### Anciens membres
- Chris Mittelbrun - guitare
- Paul Masvidal - guitare
- Jeff Kobie - guitare
- Brian Brady  - guitare
- Sage Gonzalez - guitare
- Bill Schmidt - batterie
- Aaron Nickeas - batterie
- Sage Johnson - batterie

## Discographie

### Albums studio
- 1985 : Fuckin' Death (sous le nom de Death Strike)
- 1990 : Master
- 1991 : On the Seventh Day God Created… Master
- 1993 : Collection of Souls
- 1998 : Faith Is In Season
- 2002 : Let's Start a War
- 2003 : Spirit of the West
- 2005 : Four More Years of Terror
- 2007 : Slaves to Society
- 2010 : The Human Machine
- 2012 : The New Elite
- 2013 : The Witchhunt
- 2016 : An Epiphany of Hate
- 2018 : Vindictive Miscreant

### EP et démos
- 1990 : Master / Abomination (split avec Abomination)
- 1995 : Demo
- 1996 : Master / Excision (split avec Excision)
- 2001 : Follow your savior
- 2003 : Unreleased 1985 Demo's
- 2005 : Everything is Rotten

### Album live
- 2000 : Live at Mexico City

### Compilations
- 2003 : Pieces
- 2005 : Masterpieces